# Umbert de Sesagudes
Umbert de Sesagudes, Umbert Odó o Umbert del Montseny.(abans de 1041 - 1071) fou un magnat comtal i senyor de les baronies de Montseny, Montpalau i Palafolls.

## Orígens familiars
Era fill d'Odó de Sesagudes i Gerberga, i per això és anomenat sovint Umbert Odó. Fou el segon nom conegut del llinatge dels Umbert.
|  |                        |  |  |  |  |  |  |  |  |  |  |  |  |  |  |  |
|  | 2. Odó de Sesagudes    |  |  |  |  |  |  |  |  |  |  |  |  |  |  |  |
|  |                        |  |  |  |  |  |  |  |  |  |  |  |  |  |  |  |
|  |                        |  |  |  |  |  |  |  |  |  |  |  |  |  |  |  |
|  | 1. Umbert de Sesagudes |  |  |  |  |  |  |  |  |  |  |  |  |  |  |  |
|  |                        |  |  |  |  |  |  |  |  |  |  |  |  |  |  |  |
|  |                        |  |  |  |  |  |  |  |  |  |  |  |  |  |  |  |
|  | 3. Gerberga            |  |  |  |  |  |  |  |  |  |  |  |  |  |  |  |
|  |                        |  |  |  |  |  |  |  |  |  |  |  |  |  |  |  |
|  |                        |  |  |  |  |  |  |  |  |  |  |  |  |  |  |  |

## Núpcies i descendents
Es va casar amb Sicardis de Montsoriu, filla d'Amat de Montsoriu, vescomte de Girona, vídua de Gaucfred Bernat. Se sap que el 1045 ja estava casat amb Sicardis, i fins i tot, Mallorquí afina la data possible del matrimoni, a 1041. Del matrimoni en varen sortir 6 fills:
- Guillem Umbert I de Montseny, primogènit i hereu de les baronies de Montseny i Montpalau.
- Bernat Umbert, bisbe de Girona.
- Guisla Umbert, qui heretà el castell de Palafolls i es casà amb Bernat Gausfred.
- Ramon de Montseny, ardiaca de Girona.
- Riembau Umbert.
- Udalard Umbert.

## Fets destacables
Umbert Odó se'l suposa present als fets d'Alhama (1040). El 26 de maig de 1041 acompanyava la comtessa Ermessenda en el lliurament del Castell de Benidormiens al Monestir de Sant Feliu de Guíxols. Com també va ser present com a testimoni en d'altres pactes i arbitris de la cort de Ramon Berenguer I i Almondis.
En 1044 comandava una host contra l'emirat de Saraqusta, però es veié frustrat pel Cop d'Estat de 1044, en què Umbert participà. Es rebel·là contra el comte (1054) i continuà la rebel·lió al costat del bisbe de Barcelona Guislabert i del vescomte Udalard II. Reconciliat amb el comte, el 1056 fou testimoni del seu casament amb Almodis de la Marca i adquirí del comte el castell de Lloret que llegà a la seva muller. És consignat entre els magnats que signaren l'assemblea legislativa dels Usatges (1068) i assistí a la consagració de la Castanya (Osona) el 1082. Afavorí l'erecció en abadia del monestir de Sant Marçal de Montseny (8 de desembre de 1066), fundat per la seva mare.